# Huta Łukomska
Huta Łukomska (prononciation : [ˈxuta wuˈkɔmska]) est un village polonais de la gmina de Zagórów dans le powiat de Słupca de la voïvodie de Grande-Pologne dans le centre-ouest de la Pologne.
Le village possédait une population de 77 habitants en 2004.

## Histoire
De 1975 à 1998, le village faisait partie du territoire de la voïvodie de Konin.

Depuis 1999, Huta Łukomska est situé dans la voïvodie de Grande-Pologne.